# Tamuín
Tamuín is een stad in de Mexicaanse deelstaat San Luis Potosí. Rioverde heeft 14.959 inwoners (census 2005) en is de hoofdplaats van de gemeente Tamuín.
Tamuín bevindt zich op de plaats waar in het verleden de belangrijkste centra van de Huasteken lagen. De belangrijkste archeologische sites nabij Tamuín zijn Tamtok, El Consuelo en Tzintzin-Lujub.